# Finnvedsvallen
Finnvedsvallen is een voetbalstadion in de Zweedse stad Värnamo. In het stadion speelt IFK Värnamo haar thuiswedstrijden. Het stadion biedt plaats aan 5.000 toeschouwers.